# 角膜塑形術
角膜塑形術（orthokeratology）又譯矯正角膜學，簡稱角塑，是一種利用角膜塑形镜來暂时改變角膜屈光度的眼科學視力矯正術或学科。角膜塑形镜（角塑镜、角塑片、OK镜、OK片）则是一種特殊設計可暂时改變或壓平眼角膜弧度的高透氣、硬式、透明高分子聚合材料隱形眼鏡，其只需夜間睡眠時配戴，日間不需配戴卻能改善日間視力。OK镜可在一定程度上逆转真性近视或至少减缓近视加深的速度。OK鏡的驗配需要在政府核可的眼科醫療院所洽詢專業醫師驗配，並且保持良好的清潔習慣及作息，定期回診檢查。

## 歷史
隱形眼鏡的概念，可以追溯到1508年，由李奧納多·達文西提出。到了1930年代壓克力塑膠的發明以後，於1937年第一副取代玻璃隱形眼鏡的硬式隱形眼鏡終於亮相。隨著時代以及科技的進步，到了1990年代，高透氣的硬式隱形眼鏡材質發明，精確的電腦切割技術，使的角膜塑形術有了新的突破。1996年，台灣便首次由美國進口該產品，但直到2008年3月26日才由衛生署核准上市。

## 原理
角膜塑形術是使用角膜塑形鏡片（OK鏡），根據逆轉幾何的原理改變角膜弧度而改善視力，且利用周邊離焦來減緩眼軸變長而控制近視。
第四代角膜塑形鏡，通常採用4區5弧設計；分別是：基弧區(BOZR或BC)、反轉弧區(RC)、定位弧區(AC或FC)、邊弧區(PC)；其中適配弧區會有兩個弧段，AC1及AC2，故有5個弧，利用上述設計以達到非手術性的視力矯正与预防近视的效果。
雖然可有效的改善視力，但仍然無法解決高度近視所帶來的後遺症，黃斑部和視網膜剝離等病變。

## 不適用對象
以下患者不適合配戴角膜塑形鏡片:
- 近視超過1000度
- 角膜散光超過175度
- 角膜弧度過平
- 角膜受傷並留下疤痕
- 患有角膜發炎、虹彩炎、青光眼等眼疾
- 患有氣喘、花粉症等過敏性疾病
- 長期失眠
- 進行雷射手術

## 舒適度及清潔

### 舒適度
比起一般軟式隱形眼鏡，角膜塑形鏡片配戴較不舒適，但久了以後便會自然習慣。

### 清潔
角膜塑型片較一般隱形眼鏡浸泡及清潔方式較為不同，在配戴前需以專用的洗潔劑清洗乾淨後才能配戴，於早上起床取下後立即浸泡專用藥水。

## 外部連結
關於角膜塑形術的介紹 （页面存档备份，存于）